# Brice Dellsperger
 (novembre 2017).
Si vous disposez d'ouvrages ou d'articles de référence ou si vous connaissez des sites web de qualité traitant du thème abordé ici, merci de compléter l'article en donnant les références utiles à sa vérifiabilité et en les liant à la section « Notes et références ».
Brice Dellsperger est un artiste français né en 1972. Il vit à Paris.

## Biographie
Depuis 1995 il travaille sur des remakes de séquences de films culte (Pulsions, Return of the Jedi, La Fièvre du samedi soir (Saturday Night Fever), L'important c'est d'aimer, My Own Private Idaho, Twin Peaks…). Il en a réalisé une trentaine qu’il rassemble sous le titre générique de Body Double.
Il enseigne à l’École nationale supérieure des arts décoratifs, à Paris.

## Body double X
Body doubles = doublure.
Le jeu sur la doublure (doublure de films, doublure d’acteurs, doublure dédoublée…) et le fait de refaire des scènes de films culte donnent une impression de déjà-vu…
Techniques
Dans ces récupérations cinématographiques, s’articulent des scènes volontairement bricolées avec un ou plusieurs acteurs se dédoublant constamment, le tout sur un fond de bande sonore originale.
Questionnement
Le dédoublement de l’acteur incarnant tous les personnages, aussi bien féminins que masculins, implique un travestissement… Brice Dellsperger s’interroge sur le genre : homme-femme, personnage androgyne, travestie… Il souhaite « un genre spécifique pour le cinéma ».